# Executive Committee

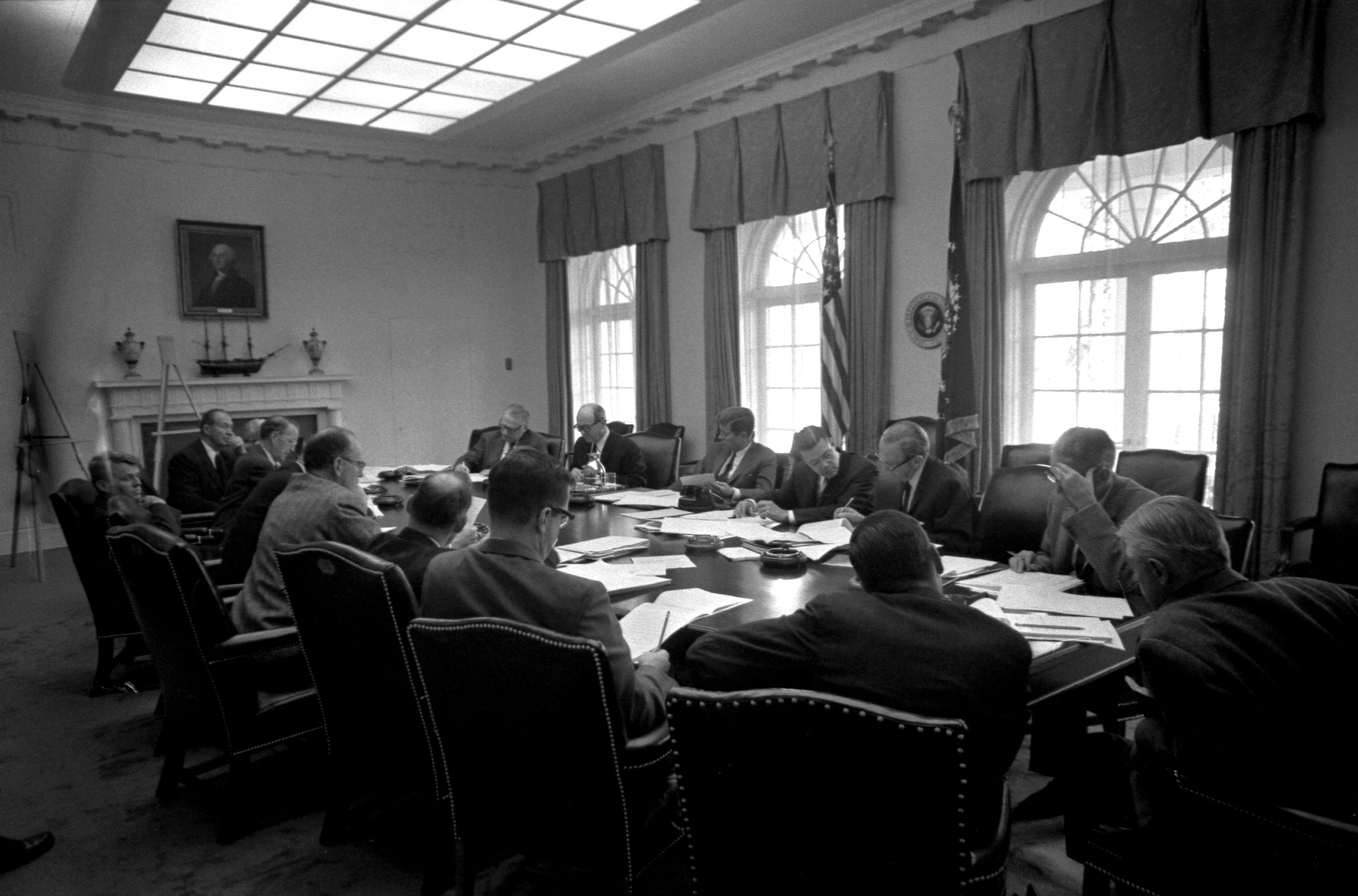
ExComm-Sitzung am 29. Oktober 1962

Das Executive Committee, kurz ExComm, wurde am 16. Oktober 1962 von US-Präsident John F. Kennedy zur Lösung der Kubakrise einberufen. Dieser informelle, geheime Ausschuss bestand aus dem Nationalen Sicherheitsrat und anderen hochrangigen politischen und militärischen Akteuren. Nach Beilegung der Kubakrise wurde das ExComm aufgelöst.

## Mitglieder
- John F. Kennedy – Präsident
- Lyndon B. Johnson – Vizepräsident
- Dean Rusk – Außenminister
- C. Douglas Dillon – Finanzminister
- Robert McNamara – Verteidigungsminister
- Robert F. Kennedy – Justizminister
- McGeorge Bundy – Nationaler Sicherheitsberater
- John McCone – Chef der CIA
- Maxwell D. Taylor – Vorsitzender der Vereinten Stabschefs
- George Wildman Ball – Stellvertretender Außenminister
- Ted Sorensen – Rechtsberater des Weißen Hauses
- Arthur C. Lundahl – Direktor der Nationalen Luftbildauswertung
- Edwin Martin – Assistent für Inneramerikanische Angelegenheiten im State Department
- Marshall S. Carter – Stellvertretender Direktor der CIA
- Sidney Graybeal – CIA
- Adlai Ewing Stevenson junior – UN-Botschafter
- Kenneth O’Donnell – Assistent des Präsidenten
- Dean Acheson – ehemaliger Außenminister (1949 bis 1953)